# 白衣观
白衣观，又称千丘白塔，是位于中国湖南省怀化市通道侗族自治县播阳镇的一座历史建筑，为清1759年所建的道教寺庙建筑。白衣观是侗族地区唯一的道教寺庙，也是研究清代地方宗教建筑与侗族文化互动的重要文物。1983年被列为湖南省省级文物保护单位，　2010年被列入第七批全国重点文物保护单位。 

## 结构
白衣观为一座五层八角木结构塔楼，总高18.92米，底边长5.7米，占地面积约920平方米。塔楼采用全木结构，内部木梯呈螺旋状，通达五层，每层四周设有方格窗户，便于采光与通风。塔身外部简朴，屋檐飞翘。塔楼四周以干砌盒斗式砖墙围合。